# Ian Hunter
Ian Hunter (Ciutat del Cap, 13 de juny de 1900 − Londres, 23 de setembre de 1975) fou un actor britànic.

## Biografia
Nascut a Ciutat del Cap (Sud-àfrica), Ian Hunter fa el seu debut al cinema britànic el 1924, trobant els primers papers importants en tres pel·lícules de cinema mut d'Alfred Hitchcock Downhill (1927), The Ring (1927), on va personificar un lluitador involucrat en un triangle amorós, i His House in Order (1928), adaptació d'una obra de Noël Coward.
El 1935 es trasllada als Estats Units i arriba a Hollywood, on es va especialitzar en papers de caràcter, l'espòs sol o l'amant comprensiu i idealista, però no gaire afortunat amb les dones. A To Mary - with Love (1936) de John Cromwell, juntament amb Myrna Loy, va interpretar un amant que explica la història del casament de la seva estimada amb un altre home, recordant que ell va ajudar a establir el vincle.
Entre els molts papers que interpreta Hunter en la segona meitat dels anys 1930, hom recorda Ricard Cor de Lleó en el film d'aventures Les aventures de Robin Hood (1938), juntament amb Errol Flynn, i la del capità Reginald Crewe en la comèdia The Little Princess (1939), al costat de Shirley Temple. El 1940 es va enfrontar a un paper inusual per a ell a Strange Cargo (1940), interpretant Cambreau, un predicador estrany que porta al penediment Clark Gable, el líder d'un grup de convictes que s'havien escapat d'una colònia penal de Nova Guinea. El personatge interpretat per Hunter és un personatge misteriós, gairebé una imatge de Jesucrist, que s'uneix als fugitius, i els insta a la redempció, un darrere l'altre, incloent-hi Gable, que torna a la colònia per complir la seva pena. La pel·lícula és una estranya barreja de melodrama, acció i espiritualitat, que va ser prohibida per diferents comunitats religioses, ja que alguns moralistes consideraven blasfema la idea de la reencarnació del fill de Déu en el personatge interpretat per Ian Hunter. La pel·lícula va ser un gran èxit, gràcies a la forta i apassionada direcció de Frank Borzage, un mestre en les històries d'acció amb significats al·legòrics.
Després d'uns quants papers significatius, com el del Dr. John Lanyon a Dr. Jekyll and Mr. Hyde (1941) i Eric Keating al western Billy the Kid (1941), Hunter va tornar a Anglaterra el 1943 i allà va continuar la seva carrera en el teatre i el cinema, i després va començar a treballar per a la televisió els anys cinquanta. A la pantalla petita va trobar un èxit renovat, gràcies a la recuperació del personatge del rei Ricard Cor de Lleó a la sèrie de televisió britànica Les aventures de Robin Hood, on va interpretar set episodis de 1955 a 1958, protagonitzada per Richard Greene (Robin Hood). Es va retirar de l'escena el 1963, després de filmar Kali Yug, la dea della vendetta (1963) i Il mistero del tempio indiano (1963), dos modestes pel·lícules d'aventures dirigides per Mario Camerini, en la qual va interpretar el personatge de Robert Talbot.

## Filmografia
- 1924: Not for Sale: Martin Bering
- 1925: Confessions: Charles Oddy
- 1925: A Girl of London: Peter Horniman
- 1927: El ring (The ring): Bob Corby
- 1927: Downhill: Archie
- 1928: His House in Order: Hilary Jesson
- 1928: The Thoroughbred
- 1928: Valley of the Ghosts
- 1928: The Physician: Dr. Carey
- 1928: Easy Virtue
- 1929: Syncopation: Winston
- 1930: Escape: Detectiu
- 1931: Cape Forlorn: Gordon Kingsley
- 1931: Sally in Our Alley: George Miles
- 1932: Marry Me: Robert Hart
- 1932: The Water Gipsies: Fred Green
- 1932: The Sign of Four: Dr. John H. Watson
- 1933: The Man from Toronto: Fergus Wimbush
- 1933: Orders Is Orders: Capt. Harper
- 1933: Skipper of the Osprey: Charlie Lee
- 1934: The Silver Spoon: Captain Watts-Winyard
- 1934: No Escape: Jim Brandon
- 1934: Death at Broadcasting House: Detectiu Inspector Gregory
- 1934: Something Always Happens: Peter Middleton
- 1934: The Church Mouse: Johnathan Steele
- 1935: The Morals of Marcus: Sir Marcus Ordeyne
- 1935: The Girl from 10th avenue: Geoffrey D. 'Geoff' Sherwood
- 1935: Lazybones: Sir Reginald Ford
- 1935: The Night of the Party: Guy Kennington
- 1935: The Phantom Light: Jim Pierce
- 1935: Jalna: Renny Whiteoaks
- 1935: A Midsummer Night's Dream: Theseus, Duc d'Atenes
- 1935: I Found Stella Parish de Mervyn LeRoy: Keith Lockridge
- 1936: The White Angel: periodista del London Times
- 1936: To Mary - with Love: Bill Hallam
- 1936: The Devil Is a Sissy: Jay Pierce
- 1937: Stolen Holiday: Anthony 'Tony' Wayne
- 1937: Call It a Day: Roger Hilton
- 1937: Another Dawn: Coronel John Wister
- 1937: Confession: Leonide Kirow
- 1937: That Certain Woman: Lloyd Rogers
- 1937: 52nd Street: Rufus Rondell
- 1938: Les aventures de Robin Hood (The Adventures of Robin Hood): Rei Ricard
- 1938: Always Goodbye: Phillip Marshall
- 1938: Secrets of an Actress: Peter 'Pete' Snowden
- 1938: The Sisters d'Anatole Litvak: William Benson
- 1938: Comet Over Broadway: Bert Ballin
- 1939: Yes, My Darling Daughter: Lewis Murray
- 1939: The Little Princess: Capità Reginald Crewe
- 1939: Broadway Serenade: Larry Bryant
- 1939: Tarzan i el seu fill (Tarzan Finds a Son!): Mr. Austin Lancing
- 1939: Maisie: Clifford 'Cliff' Ames
- 1939: Bad Little Angel: Jm Creighton
- 1939: Tower of London: Rei Eduard IV
- 1940: Broadway Melody of 1940: Bert C. Matthews
- 1940: Strange Cargo de Frank Borzage: Cambreau
- 1940: Dulcy: Gordon Daly
- 1940: El retorn a casa (The Long Voyage Home): Smitty Smith, un alias de Thomas Fenwick
- 1940: Bitter Sweet: Lord Shayne
- 1940: Gallant Sons: Harlan Kiefer 'Natural' Davis
- 1941: Come Live with Me: Barton Kendrick
- 1941: Andy Hardy's Private Secretary: Steven V. Land
- 1941: Ziegfeld Girl: Geoffrey Collis
- 1941: Billy the Kid: Eric Keating
- 1941: Dr. Jekyll and Mr. Hyde: Dr. John Lanyon
- 1941: Smilin' Through: Reverend Owen Harding
- 1942: A Yank at Eton: Roger Carlton
- 1943: Forever and a Day: Dexter Promfret
- 1943: It Comes Up Love: Tom Peabody
- 1946: Bedelia: Charlie Carrington
- 1947: White Cradle Inn: Anton
- 1947: The White Unicorn: Philip Templar
- 1949: Edward, My Son: Doctor Larry Woodhope
- 1952: Appointment in London
- 1952: It Started in Paradise: Arthur Turner
- 1954: Don't Blame the Stork: Sir George Redway
- 1954: Fire One (TV)
- 1954: Eight O'Clock Walk: Geoffrey Tanner
- 1956: The Door in the Wall: Henry Redmond
- 1956: La batalla del Riu de la Plata (The Battle of the River Plate): Capt. Woodhouse, HMS Ajax
- 1957: Rockets Galore!: Comodor Watchorn
- 1957: Fortune Is a Woman: Clive Fisher
- 1958: Doomsday for Dyson (TV): Tom Dyson
- 1959: L'Índia en flames (North West Frontier): Sir John Wyndham
- 1960: The Bulldog Breed: Adm. Sir Bryanston Blyth
- 1961: Dr. Blood's Coffin: Dr. Robert Blood, Peter's Father
- 1961: The Treasure of Monte Cristo: Coronel Jackson
- 1961: The Queen's Guards: Mr. George Dobbie
- 1962: Trets en la foscor (Guns of Darkness): Dr. Swann
- 1963: Kali Yug, la dea della vendetta: Robert Talbot
- 1963: Il Mistero del tempio indiano: Robert Talbot